# Karlstadt
Karlstadt este un oraș din Franconia Inferioară, landul Bavaria, Germania.